# Daniel Solander
Daniel Carlsson Solander (19. února 1733 Piteå – 13. května 1782 Londýn) byl švédský botanik.
Solander se narodil v obci Piteå, v Norrlandu ve Švédsku v luteránské rodině. V roce 1750 se přihlásil na universitu v Uppsale a zahájil studia jazyků a humanitních oborů. Profesorem botaniky na universitě byl slavný Carl Linné, na kterého brzy udělaly dojem Solanderovi schopnosti a který pak přesvědčil Solanderova otce, aby syna nechal studovat přírodozpyt.

## Životopis
Roku 1760 odjel do Anglie, aby zde prosazoval nový Lineův systém klasifikace. Od roku 1763 byl asistentem knihovníka Britského musea a následujícího roku byl zvolen členem Královské společnosti. Poté dostal funkci dohlížitele tištěných knih v Britském museu.
Roku 1768 byl Solander spolu se svým spolupracovníkem Dr. Hermanem Spöringem zaměstnán Josephem Banksem a poté se zúčastnil první plavby Jamese Cooka do Tichého oceánu na palubě lodi HM Bark Endeavour. Po Banksovi a Solanderovi nese jméno australský Botanický záliv, kde Cookova expedice poprvé v Austrálii přistála. Záliv byl původně nazván Botanist bay (Záliv botaniků). Solander pomáhal popisovat sbírku australské květeny, zatímco Endeavour kotvila na místě, kde je dnes Cooktown, 7 týdnů předtím, než byla poškozena na Velkém bariérovém útesu. Tato sbírka rostlin později vytvořila základ sbírky rytin Banks' Florilegium.
Po návratu z výpravy se stal Banksovým tajemníkem a knihovníkem a žil v jeho domě na Soho Squere. Roku 1772 doprovázel Bankse na jeho plavbě na Island, Faerské ostrovy a Orkneye. V letech 1773 až 1782 byl vedoucím přírodozpytného oddělení Britského musea. Roku 1773 byl zvolen za zahraničního člena Královské švédské akademie věd.
Solander vynalezl knižní schránku zvanou Solander box, která se dosud používá v knihovnách a archivech jako nejvhodnější způsob k ukládání tisků, kreseb, herbářů a různých manuscriptů.
Ve věku 49 let zemřel v Banksově domě na Soho Squere na mozkovou mrtvici dne 13. května 1782.
Jeho jméno nesou zahrady Solander Gardens, nacházející se ve východní části Londýna a také Solanderův ostrov, ležící v blízkosti Jižního ostrova Nového Zélandu. Jednou z mnoha rostlin po něm pojmenovaným je Nothofagus solandri.
Solander byl spoluautorem Banksova díla Illustrations of the Botany of Captain Cook's Voyage Round the World a jeho The Natural History of Many Curious and Uncommon Zoophytes bylo sestaveno Johnem Ellisem a vydáno posmrtně roku 1786.